# إدموند تيودور (دوق سومرست)
آدموند تيدودر دوق سموسرت (1499-1500) هو ابن الملك هنري السابع الذكر الأخير، حيث كان قد عدي من مرض زوجي بين هنري وزوجته إليزابيث من ثم عند ولادته وضع عليه لقب دوق سومسرت حتى وفاته عام 1500 كان يتراوح عمره حوالي سنة وأربعة أشهر ودفن في كنيسة وستمنستر بسبب أمراض التلسيميا الزوجية التي لم تكن معروفة في زمنهم.
كانت الإخوته الأكبر منه سنا على الترتيب هم:
- آرثر أمير ويلز الأبن الأول
- مارغريت تيدور ملكة إكستلندا والأبنة الثانية
- الأمير هنري تيودور /لاحقا : هنري الثامن ملك إنكلترا
- الأميرة إليزابيث تيدور الأبنة الرابعة
- الأميرة ماري تيدور ملكة فرنسا الأبنة الخامسة
- 'أدموند تيدور' الأبن السادس

أما الأخوة الأصغر منه سنا:
- الأميرة كاثرين تيدور

| ملعلومات شخصية                                                            |
| ------------------------------------------------------------------------- |
| الاسم الكامل: آدموند هنري آدموند أوين تيدور                               |
| الأب : هنري السابع ملك إنكلترا                                            |
| الأم : إليزابيث يورك أبنة الملك إدوارد الرابع وزوجة هنري السابع           |
| تاريخ الولادة والوفاة ((1499-1500)) متوفي بين عمر يتراوح عاما وأربعة أشهر |

## روابط أضافية
صور الأمير آدموند دوق سومسرت من إنكلترا
- https://archive.today/20130102195814/farm4.static.flickr.com/3626/3392378809_a25452da85.jpg?v=0
- http://www.tudorplace.com.ar/images/HenryVII01.jpg